# Sam Huff (beisbolista)
Samuel Nicholas Huff (Phoenix, Arizona, 14 de enero de 1998), más conocido como Sam Huff, es un jugador profesional estadounidense de béisbol que se desempeña en la posición de cácher en San Francisco Giants, equipo de las Grandes Ligas de Béisbol (MLB).

## Carrera
Huff hizo su debut en la MLB con el equipo Texas Rangers, en el cual jugó cuatro temporadas (2020, 2022-2024), después pasó a San Francisco Giants.